# Szent arkangyalok fatemplom (Létka)
A létkai Szent arkangyalok fatemplom műemlékké nyilvánított épület Romániában, Bihar megyében. 1991-ben Nagyváradra költöztették át, és a Nagyváradi Egyetem egyetemi templomaként működik. A romániai műemlékek jegyzékében a  BH-II-m-B-20958 sorszámon szerepel.